# Enrico San Martino Valperga
Enrico Teodorico Luigi Giovanni Maria San Martino Valperga, conte di Valpergato e di Maglione, di Torre di Bairo, Pont e Valli (Torino, 11 marzo 1863 – Roma, 14 luglio 1947) è stato un avvocato, dirigente d'azienda e politico italiano.

## Biografia
Uomo di vasta e raffinata cultura, ha dedicato la sua vita principalmente alla promozione delle attività musicali e delle belle arti. Nel primo campo è stato presidente dell'Accademia filarmonica di Roma (1892-1893), del Circolo musicisti di Roma (1888), dell'Accademia di Santa Cecilia (posto tenuto per circa mezzo secolo), e del Conservatorio di musica (1895-14 luglio 1947), ha fondato l'Unione Nazionale Concerti (1922) ed ha presieduto l'Associazione di musica moderna e la Federazione Internazionale dei concerti. Nel secondo ha presieduto la Società amatori cultori di belle arti ed è stato presidente della biennale di Roma.
Attivo anche all'estero, ha fatto parte dell'Institut de France  di Parigi nel periodo delle sanzioni (e quindi in un momento teso dei rapporti tra Francia e Italia), e nello stesso periodo (caso unico per uno straniero da due secoli), tiene un discorso a nome dell'Acadèmie des Beux Art ad una riunione pubblica delle cinque accademie francesi (Académie française, Académie des inscriptions et belles-lettres, Académie des sciences, Académie des beaux-arts, Académie des sciences morales et politiques). Tra il 1922 e il 1939 passa gran parte del suo tempo all'estero: viaggia in tutta Europa, nelle americhe, e partecipa alla fondazione di istituzioni musicali o artistiche in Egitto, Siria, Palestina, Senegal, India e Giappone.
È stato presidente dell'Esposizione nazionale italiana di Roma per il cinquantenario dell'Unità d'Italia e membro del consiglio di amministrazione della Banca Commerciale Italiana.
Entrato in senato nel 1911, con l'avvento del regime fascista ne appoggia la politica di promozione della cultura italiana all'estero. A causa dei suoi viaggi, peraltro, partecipa in modo scarso alle attività parlamentari (che infatti censiscono solo quattro suoi interventi in aula), e pur non avendo mai espresso voti favorevoli al mantenimento del regime e alla guerra viene dichiarato decaduto dalla carica di senatore con sentenza del 5 dicembre 1944 dell'Alta corte di giustizia per le sanzioni contro il fascismo.

## Opere
- Commemorazione di Ruggiero Bonghi : tenuta all'Accademia di S. Cecilia, addi' 6 Decembre 1895. Tipografia della Pace, 1895
- Commemorazione di Ruggiero Bonghi. Tipografia della Pace di Filippo Cuggiani, 1895
- Saggio critico sopra alcune cause di decadenza nella musica italiana alla fine del secolo 19. Tipografia della Pace di Filippo Cuggiani, 1897
- Società contro l'accattonaggio in Roma. Tip. di Balbi Giovanni, 1898
- Il teatro lirico a Roma. Stabilimento tipografico della Tribuna, 1899
- La evoluzione della musica. Tipografia della Pace di Filippo Cuggiani, 1900
- Sulle belle arti. Intervento. Tipografia del Senato, 1913
- Sulle belle arti : discorso del senatore Enrico San Martino, pronunziato nella tornata dell'11 giugno 1913. Tipografia del Senato, 1913.
- Una visita allo Tsar . Direzione della Nuova antologia, 1918
- Paderewsky. s.n., 1925
- Discorso del presidente della R. Accademia e del R. Conservatorio di Santa Cecilia Conte di San Martino senatore del regno : tenuto nella sala accademica il giorno 21 marzo in commemorazione del maestro Marco Enrico Bossi. Societa Tipografica A. Manuzio, 1925
- La musica e i soviet. Bestetti e Tumminelli, 1926
- Per l'arte moderna : discorso del senatore Enrico di San Martino Valperga pronunciato nella tornata del 30 maggio 1931. Tipografia del Senato, 1931
- Le grandi istituzioni musicali d'Italia : articolo dalla Nuova Antologia : 16 marzo - 16 aprile 1931. Bestetti e Tuminelli, 1931
- Il teatro giapponese. La nuova antologia, 1932
- Ricordi del presidente della Regia Accademia di Santa Cecilia. Società Tipografica A. Manuzio, 1933
- Musica vecchia e nuova nel mondo. La nuova antologia, 1934
- Parole dette dall'on. conte senatore Enrico Di San Martino in occasione del concerto commemorativo del 50. anno della nomina del compianto maestro Alessandro Vessella a direttore della Banda comunale di Roma. s. n., 1935
- L' influenza dell'Accademia di Santa Cecilia nella vita musicale in Roma. Istituto di studi romani, 1939
- Ricordi. Danesi in Via Margutta, 1943